# Pericoma nemorosa
Pericoma nemorosa är en tvåvingeart som beskrevs av Duckhouse 1966. Pericoma nemorosa ingår i släktet Pericoma och familjen fjärilsmyggor. Inga underarter finns listade i Catalogue of Life.